# Melchor Sánchez de Toca y Alameda

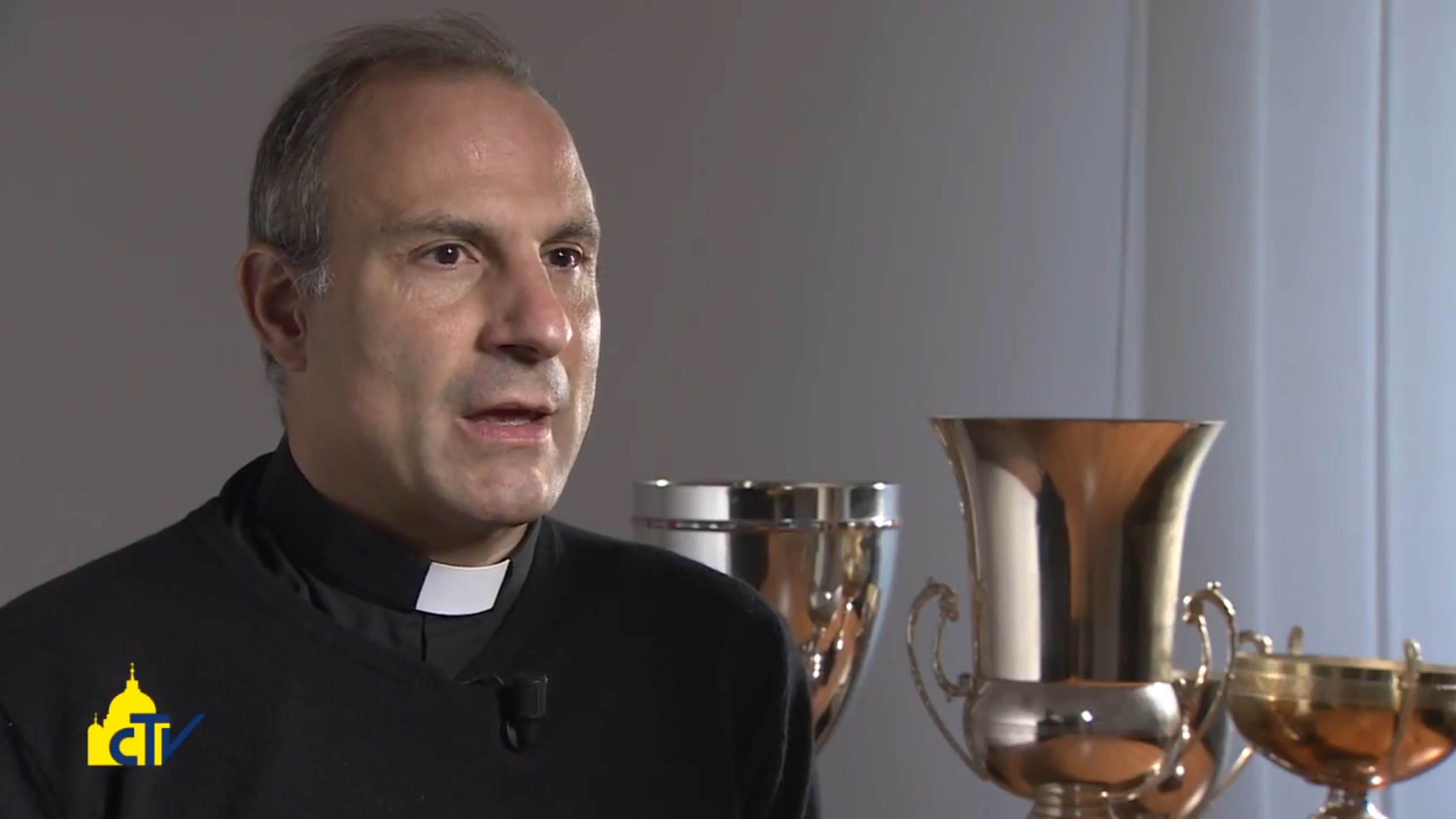
Melchor Sánchez de Toca Alameda

Melchor Sánchez de Toca y Alameda (* 15. September 1966 in Jaca, Provinz Huesca, Spanien) ist ein römisch-katholischer Geistlicher.

## Leben
Melchor Sánchez de Toca y Alameda empfing am 19. Dezember 1993 das Sakrament der Priesterweihe.
Papst Johannes Paul II. ernannte ihn am 14. April 2004 zum Untersekretär des Päpstlichen Rates für die Kultur. Am 14. Juni 2023 bestellte ihn Papst Franziskus zum Relator am Dikasterium für die Selig- und Heiligsprechungsprozesse.